# Oncideres albistillata
Oncideres albistillata là một loài bọ cánh cứng trong họ Cerambycidae.